# Jarka Mottl

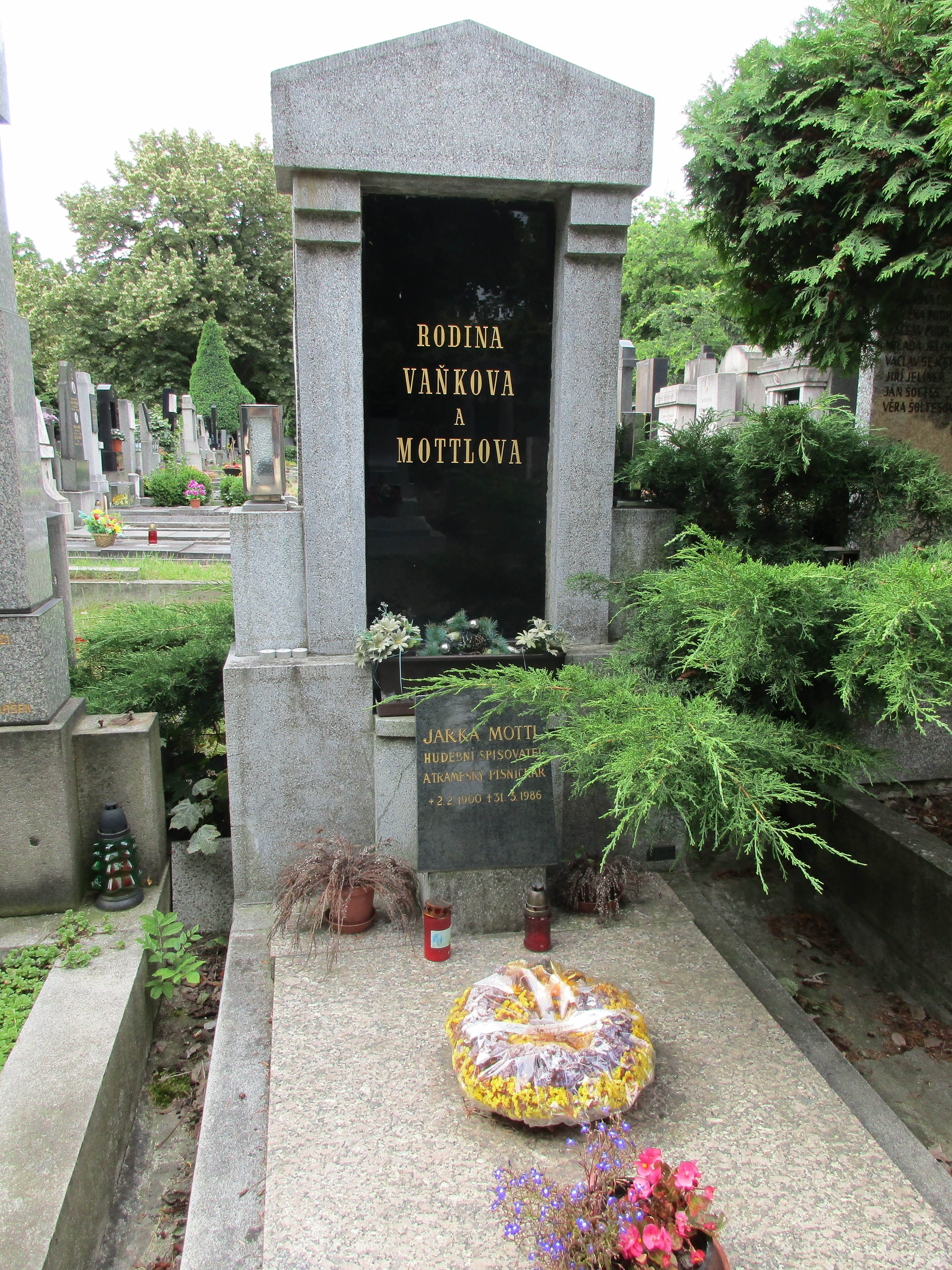
Hrob Jarky Mottla, trampského písničkáře a scenáristy na hřbitově v Praze-Vršovicích

Jarka Mottl (2. února 1900 Praha – 31. března 1986 Praha) byl tvůrce stovek písní, které se objevily např. v desítkách filmů. Podílel se také na filmových scénářích. Je chápán jako tvůrce prvního trampského písňového textu, je považován za klasika tohoto hudebního žánru. Jeho nejbližším spolupracovníkem a spoluautorem byl v 30. letech scenárista, textař a libretista Karel Melíšek (1905–1942).

## Život
Mottl se od mládí pohyboval ve skautském prostředí a byl vyučený kuchař. Vystupoval také v tanečním a pěveckém sboru. V roce 1919 se uvedl textem písně V záři červánků na melodii Rudolfa Piskáčka, který je považován za začátek trampských písní v tehdejším Československu. První trampskou písní vydanou tiskem byla jeho píseň Kamarádi, kamarádi (vydáno 1923). Připojil se k osadě Ztracená naděje a brzy začal kromě textů také skládat vlastní hudbu. Jeho písně se rychle rozšířily. Vytvořil sbor Ztracenkáři, s nímž např. v roce 1929 nahrál desítky vlastních písní pro německou firmu Parlophon. Ve stejném roce s týmž sborem pojmenovaným ovšem Mottlova parta začal spolupracovat s Osvobozeným divadlem a orchestrem Jaroslava Ježka, který také jezdil jako host na osadu Ztracená naděje. Ztracenkáři dále nahrávali např. se Settlery.
Trampská tematika se postupně dostala k širší veřejnosti a Mottl naopak čím dál více tvořil mimo tuto úzkou oblast. Jeho texty zpívali např. významní komici (Vlasta Burian, Ferenc Futurista a další). Další velké pole působnosti mu otevřel nástup zvukového filmu. Každý rok působil minimálně u jednoho z nich jako scenárista a u dvojnásobného počtu jako textař písní. Opět se zde často potkával např. s Burianem. Na několika filmech spolupracoval jakou autor námětu a zvukař, v jednom si pak dokonce epizodně zahrál. Společně s Karlem Melíškem a skladatelem Josefem Stelibským se od roku 1936 také podílel na vzniku mnoha operet. Ve výsledku písně z této produkce co do množství mnohonásobně převýšily počet trampských předchůdkyň.
Po roce 1948 byl zaměstnán ve Filmovém studiu Barrandov jako dramaturg. V roce 1969 vydala firma Supraphon dlouhohrající desku Ztracenka si zpívá s Mottlovými písněmi interpretovanými různými skupinami a zpěváky (Settleři, Kamarádi táborových ohňů, Eva Olmerová a další). Na osadu Mottl zajížděl i v pozdním věku.
Jeho mladší bratr byl filmový herec Bohumil Mottl (1906-198?). Pohřben je na Vršovickém hřbitově v Praze.

## Citát
| „             | Devatenáctiletý Jarda chodíval za kamarády na Žofín a tady se doslechl o tom, že kdesi daleko proti proudu VELKÉ ŘEKY planou každou sobotu ohně chlapců, prožívajících krásné chvíle. Byl zachvácen touhou zúčastnit se těchto večerů a tak, když sem byl jednoho dne pozván, složil pro jemu neznámou osadu písničku "V záři červánků". Tato píseň, složená ještě v Praze, měla být vstupním doporučením do osady ZTRACENÁ NADĚJE. A také byla! A tak Jarka zahájil roku 1919 svoji obdivuhodnou kariéru v nově pokřtěné osadě ZTRACENÁ NADĚJE. | “ |
| — Bob Hurikán | |   |

## Výběr písní
- Anton Špelec, ostrostřelec[4]
- Arizona
- Bessie
- Cariboo
- Čajová růže
- Dakota
- Hledám děvče na neděli
- Hoši, haló!
- Hvězdičky vzplály
- Kajak
- Kapitán
- Líbám tě dnes naposledy
- Maminko mámo
- Margaretta
- Marta
- Můj koníčku
- Můj milý se vrátil
- Na osadě hráli
- Neříkej, děvče, nikdy ne
- Námořník
- Osamělý rváč
- Pirát
- Šest psů
- Škuner
- To neznáte Hadimršku[4]
- V záři červánků
- Ztracenka zpívá